# Aristotélis Valaorítis
Aristotélis Valaorítis (grec moderne : Αριστοτέλης Βαλαωρίτης; né dans l’île de Leucade le 1er septembre 1824 mort sur l’îlot voisin de Madourí le 24 juillet 1879) est un homme politique et poète grec, représentant de l’École de l’Heptanèse (en). Il est l'arrière grand-père de Nanos Valaoritis.

## Biographie

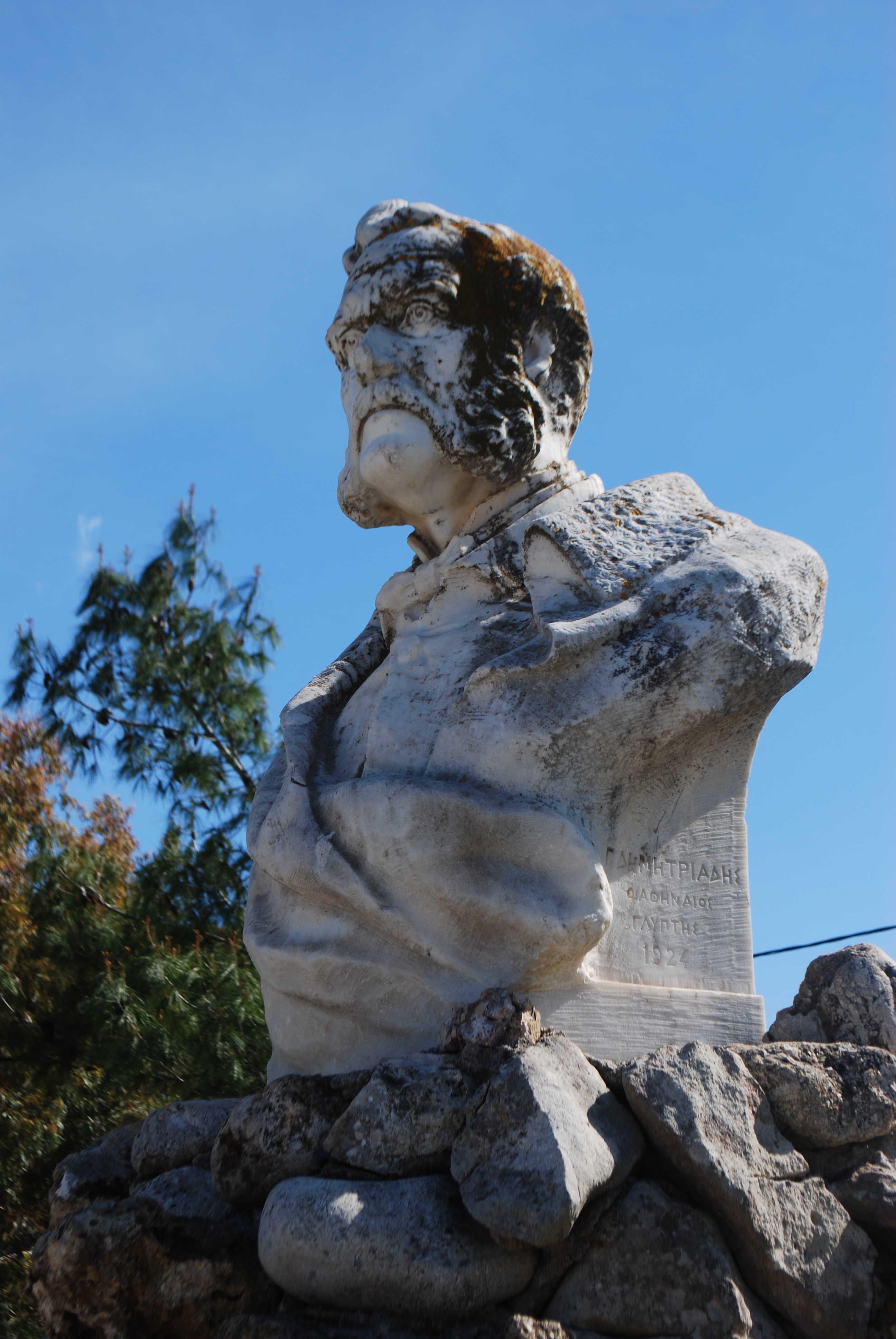
Monument à Aristotélis Valaorítis (île de Leucade).

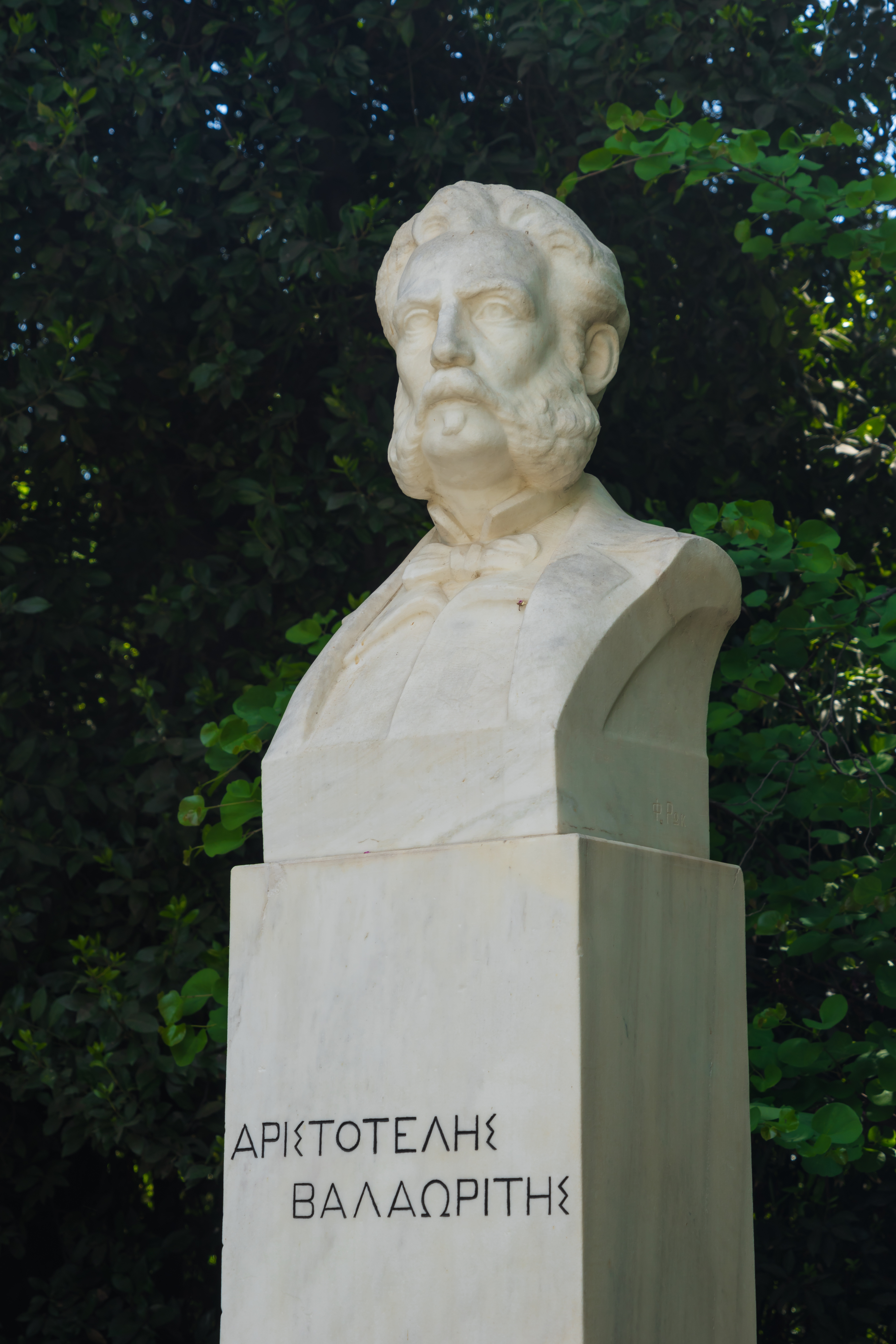
Buste du poète dans le jardin national d'Athènes.

Issu de parents épirotes, il effectua sa scolarité dans son île natale puis à Corfou. Il partit ensuite étudier le droit en France et en Italie. Dédaignant la chicane, il se consacra par la suite entièrement à la poésie, retiré sur l'île de Madourí. Il épousa à 25 ans la fille de l'universitaire vénitien Emilio De Tipaldo, Héloïse.
Aristotélis Valaorítis, comme l'indique le discours qu'il prononça à l'occasion de l'inauguration de la statue du patriarche Grégoire V, prit très tôt conscience de l'importance du grec moderne (démotique) pour la cause de l'Indépendance. Il employa souvent une métrique empruntée aux chansons populaires de son temps, un vers à 11 pieds avec accent sur la quatrième syllabe et césure à la sixième. Parmi ses compositions les plus importantes, citons : « Madame Phrosyne », « Athanase Diakos », Astrapógiannos ; mais de tous, le plus connu, quoiqu’inachevé, est O Fotinós (Ο Φωτεινός, c'est-à-dire « Aurore » ; posthume, publié en 1891), hommage à la révolte de Voukéntra qui, en 1357, vit le soulèvement des Grecs de Leucade contre l'occupant vénitien. Dans une langue dépourvue d'affectation (voyez l'article atticisme), Valaorítis se fait le chantre de la guerre d'indépendance grecque et est d'ailleurs considéré comme un poète national. Ses compositions, où transparaît nettement, par le goût des contrastes, l'influence de Victor Hugo, se rattachent donc davantage au genre épique que lyrique.
Peu à peu, il s'impliqua politiquement. Élu député de la république des îles Ioniennes, il défendit les droits des citoyens îles Ioniennes, et milita pour le rattachement au royaume de Grèce. Après la réunification, devenu député du parlement grec, il partit s'établir à Athènes, et entretint d'abord des relations amicales avec le roi George Ier. Ses discours reflétaient beaucoup son expression poétique, et il était de ce fait réputé pour ses talents d'orateur ; mais c'était aussi un homme entier, qui n'hésita pas un jour à boxer un député conservateur (Iakovátos) en plein parlement. Lorsque Georges Ier, cédant aux pressions internationales, accepta la restitution de la Crète aux autorités ottomanes, Valaorítis abandonna la politique et se retira dans son île de Madourí. Il passa néanmoins ses dernières années à militer pour le rattachement de l'Épire à la Grèce, objectif qui n’aboutira que 30 ans après la mort du poète, au terme des guerres balkaniques. Aristotélis Valaorítis mourut d'une crise cardiaque en 1879.

## Œuvres
Poèmes
- « Dame Phrosyne », Η Κυρά Φροσύνη
- « Athanase Diakos », Αθανάσιος Διάκος
  - Traduction en français : Athanase Diakos ; [suivi de] Dame Phrosyne  (trad. Jules Blancard), Paris, E. Leroux, coll. « Poèmes néo-helléniques, vol. 2 », 1886, LXXI-398 p.
- « Vaïa l'assassin », (Θανάσης Βάγιας, 1867)
- Αστραπόγιαννος (1867)
- « La statue de l'illustre Grégoire V », (Ο ανδριάς του αοιδίμου Γρηγορίου του Ε, 1872)

Recueils
- « Versifications » (Στιχουργήματα, 1847)
- « Mnémosyne » (Μνημόσυνα, 1857)

Divers
- Poésies (Ποιήματα, 1891)
- « Œuvres » (Εργα, 1893)
- « Vie et œuvre » (Βίος και έργα, 1907)
- Ποιήματα ανέκδοτα (1937)
- « Incontournables » (Τα Άπαντα, 1968)